# Saint-Didier-de-Bizonnes
Saint-Didier-de-Bizonnes é uma comuna francesa na região administrativa de Auvérnia-Ródano-Alpes, no departamento de Isère. Estende-se por uma área de 7,2 km². Em 2010 a comuna tinha 310 habitantes (densidade: 43,1 hab./km²).